# Olympische Winterspiele 1924/Teilnehmer (Italien)
Italien nahm an den Olympischen Winterspielen 1924 in Chamonix mit einer Delegation von 19 Athleten in 2 Sportarten teil. Das italienische NOK hatte 30 Sportler zu den Spielen gemeldet, von denen 19 an Wettkämpfen teilnahmen. Die Angehörigen der Militärpatrouille zählen nicht als offizielle Olympiateilnehmer.
Bilanz: Das italienische Olympiateam reiste als krasser Außenseiter und ohne Medaillenchancen nach Chamonix. Die Brüder Enrico und Vincenzo Colli sowie Giuseppe Ghedina, Benigno Ferrera und Antonio Herin sorgten mit Plätzen zwischen 9 und 13 dafür, dass die Italiener zwar zu den besten nichtskandinavischen Skisportlern in Chamonix zählten, deren Leistung blieb aber von den Zuschauern weitestgehend unbeachtet. Der sechste Platz des Bobs von Pilot Lodovico Obexer war eher ein Zufall, zumal ja auch nur sechs Bobs die Läufe beendeten.

## Teilnehmer nach Sportarten

### Skisport(9)
- Achille Bacher
18 km Langlauf (Platz 21)
- Mario Cavalla
Skispringen (Platz 19)
- Enrico Colli
18 km Langlauf (Platz 12), 50 km Langlauf (Platz 9)
- Vincenzo Colli
50 km Langlauf (Platz 11)
- I. Demenego
Skispringen (dns)
- Luigi Faure
Skispringen (Platz 17)
- Benigno Ferrera
50 km Langlauf (Platz 13)
- Giuseppe Ghedina
50 km Langlauf (Platz 10)
- Antonio Herin
18 km Langlauf (Platz 13)
- Pio Imboden
Nordische Kombination (dns), Skispringen (dns)
- Daniele Pellissier
18 km Langlauf (Platz 15)

### Militärpatrouille
30 km Militärpatrouille (dnf)
- Albino Bich
- Pietro Dente Kapitän
- Paolo Francia
- Goffredo Lagger

### Eisschnelllauf
- G. Locatelli
500 m (dns), 1500 m (dns), 5000 m (dns), 10.000 m (dns), Mehrkampf (dns)

### Bobsport(10)
Fünferbob I (Platz 6)
- Massimo Fink
- Paolo Herbert
- Lodovico Obexer (Pilot)
- Giuseppe Steiner
- Luis Trenker

Fünferbob II (dnf)
- Adolfo Bocchi
- Leonardo Bonzi
- Alfredo Spasciani
- Luigi Tornielli di Borgolavezzaro (Pilot)
- Alberto Visconti

Reserve: P. Guiglione, A. Muggiani, P. San Martino, F. Silbernagel